# Lorenzo Vellutini
Lorenzo Vellutini (Capannori, 2 dicembre 1922 – ...) è stato un calciatore e allenatore di calcio italiano, di ruolo portiere.

## Carriera

### Giocatore
Ha giocato nella Serie A con la Lucchese nella stagione 1947-1948, facendo 9 apparizioni. Nella Serie B ha accumulato 50 presenze sempre con la Lucchese e 146 con il Messina.

### Allenatore
Ha allenato l'Akragas, la Massiminiana, ed in seguito il Marsala e il Sansepolcro.

## Palmarès

### Giocatore

#### Competizioni nazionali
- Serie B: 1

Lucchese: 1946-1947